# Čakovice (zámek)
Zámek Čakovice leží v pražské městské části Čakovice, Cukrovarská 23, vedle budov Čakovického cukrovaru. Mezi cukrovarem a zámkem se rozprostírá anglický park, který byl využíván mimo jiné i jako ovocný sad. 

## Historie zámku
Dnešní zámeček byl původně tvrzí, jejíž starší verze byla za třicetileté války značně zpustošena. Hrabě Carretto-Millesimo prodal v roce 1698 Čakovice prezidentovi dvorské komory Františkovi Josefu Šlikovi. Šlik však neměl děti, a tak v roce 1740 připadl čakovický statek podle jeho přání hrabatům Josefovi a Quidovi z Weissenwolfu, od nichž ho v roce 1760 koupila ovdovělá Šlikova manželka Antonie Josefa, rozená Krakovská z Kolovrat. 
Jedna z dalších majitelek, Antonie z Klebelsberku, dala zdejší tvrz pravděpodobně v letech 1773–1785 přestavět na zámek. V roce 1799 odkázala čakovický statek svému synovi Františkovi z Klebelsberku.
V druhé polovině 19. století proběhla ještě jedna stavební úprava zámku. V roce 1849 koupil zámek i obec Čakovice vídeňský velkoobchodník a továrník Alexandr Schoeller. Ten zámek nechal zcela přestavět v klasicistním slohu, nechal upravit přilehlý park a také v Čakovicích vybudoval cukrovar.

### Po roce 1948
V letech 1964–1973 v zámku sídlilo gymnázium založené roku 1953 ve staré čakovické škole, které se posléze přestěhovalo do nově postavené budovy v Litoměřické ulici na Proseku. Od roku 1974 byl zámeček sídlem Lidové školy umění, která nyní nese název Základní umělecká škola Marie Podvalové, podle slavné operní pěvkyně, rodačky z Čakovic 

### Zámecký park
V zámeckém parku rostou památkově chráněné stromy – jasan ztepilý a jinan dvoulaločný, oba nadprůměrného vzrůstu i věku.